# 九孔紋唇魚
九孔紋唇魚（学名：Osteochilus enneaporos）是輻鰭魚綱鯉形目鯉科的其中一個種，分布於亞洲泰國至印尼，體長可達23公分，棲息在中底層水域，以藻類、浮游植物等為食。